# Jobellisiales
Jobellisiales M.J. D'souza & K.D. Hyde è un ordine di funghi ascomiceti appartenenti alla classe Sordariomycetes O.E. Erikss. & Winka. L'ordine comprende una sola famiglia, Jobellisiaceae Réblová, ed un solo genere, Jobellisia M.E. Barr. I caratteri distintivi di quest'ultimo corrispondono a quelli dell'ordine.